# Asplenium perlongum
Asplenium perlongum är en svartbräkenväxtart som beskrevs av Cornelis Rugier Willem Karel van Alderwerelt van Rosenburgh. Asplenium perlongum ingår i släktet Asplenium och familjen Aspleniaceae. Inga underarter finns listade.